# Радивоевич, Слободан
Слободан Радивоевич (серб. Слободан Радивојевић; род. 29 марта 1973, Белград, Югославия) — сербский волейбольный тренер.

## Биография
В волейбол Слободан Радивоевич играл на любительском уровне, а после окончания военной академии начал тренерскую деятельность. С 1996 работал в различных женских профессиональных командах Сербии. В 2012—2013 — главный тренер белградской «Визуры», с которой выиграл «бронзу» чемпионата Сербии и «серебро» розыгрыша Кубка страны. В 2013 вошёл в тренерский штаб объединённой команды «Партизан-Визура». В 2014 вновь назначен на пост главного тренера восстановленной «Визуры», выиграв с ней в сезоне 2014—2015 чемпионат, Кубок и Суперкубок Сербии. За эти успехи в 2015 был признан лучшим тренером года Сербии.
В 2017 году начался российский период тренерской деятельности Радивоевича, когда он был назначен наставником нижегородской «Спарты». В 2019 привёл её к победе в чемпионате России среди команд высшей лиги «А», а спустя год вывел команду в суперлигу. С 2023 до января 2024 — главный тренер красноярского «Енисея». С декабря 2024 — главный тренер ВК «Муром».          

## Тренерская карьера

### С женскими командами
- 1996—1999 —  «Младост» (Бегальица) — тренер, с 1997 — главный тренер;
- 1999—2003 —  «Младост-Земун» (Белград) — главный тренер;
- 2003—2013 —  «Визура» (Белград) — тренер, с 2012 — главный тренер;
- 2013—2014 —  «Партизан-Визура» (Белград) — тренер;
- 2014—2015 —  «Визура» (Белград) — главный тренер;
- 2015—2017 —  «Динамо» (Панчево) — тренер;
- 2017—2023 —  «Спарта» (Нижний Новгород) — главный тренер;
- 2023—2024 —  «Енисей» (Красноярск) — главный тренер;
- с 2024 —  «Муром» (Владимирская область) — главный тренер.

## Тренерские достижения
- чемпион Сербии 2015;
  - бронзовый призёр чемпионата Сербии 2013.
- победитель розыгрыша Кубка Сербии 2015;
  - серебряный призёр Кубка Сербии 2013.
- обладатель Суперкубка Сербии 2014.
- победитель (2019) и бронзовый призёр (2020) чемпионатов России среди команд высшей лиги «А».